# 直津インターチェンジ
直津インターチェンジ（ただつインターチェンジ）は、石川県七尾市直津町に位置する国道249号七尾田鶴浜バイパスのインターチェンジである。

## 道路
- 七尾田鶴浜バイパス

## 接続道路
- 石川県道116号末吉七尾線

## 周辺
- 青山彩光園
- 国立病院機構七尾病院
- 和倉ゴルフ倶楽部

## 隣
七尾田鶴浜バイパス
和倉IC - 直津IC - 小島西部交差点（藤橋バイパス）